# Irish Volunteers (1778)
 (juillet 2010).
Si vous disposez d'ouvrages ou d'articles de référence ou si vous connaissez des sites web de qualité traitant du thème abordé ici, merci de compléter l'article en donnant les références utiles à sa vérifiabilité et en les liant à la section « Notes et références ».
Pour les articles homonymes, voir Irish Volunteers.

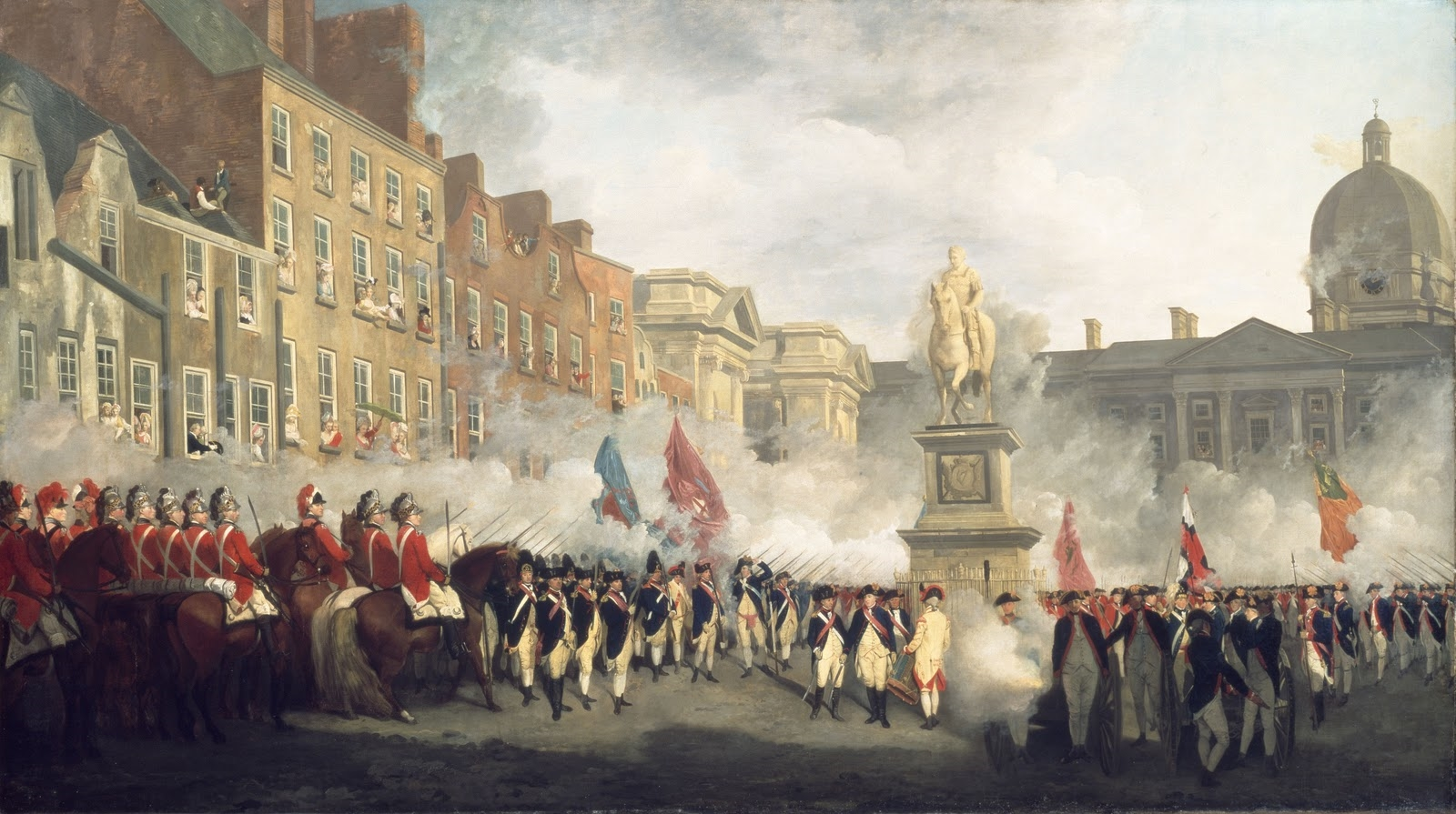
Volontaires irlandais

Les Volontaires irlandais (anglais : Irish Volunteers) constituèrent une milice à la fin du XVIIIe siècle en Irlande. Elle fut fondée à Belfast en 1778, afin de défendre l'Irlande contre une éventuelle invasion étrangère, à un moment où les troupes britanniques avaient été retirées du pays pour combattre les colonies américaines révoltées. Les Volontaires ne furent cependant pas commandés par des fonctionnaires gouvernementaux, et bien qu'ils fussent à l'origine fidèles à la Couronne, ils furent bientôt infiltrés par des politiciens radicaux. En 1779, les Volontaires, commandés par Lord Charlemont, comptaient plus de 100 000 hommes.
Les Volontaires devaient payer leurs uniformes et leurs armes, et c'est pourquoi Henry Grattan les désignait comme la « propriété armée de la nation ». Ils possédaient aussi des idées libérales. Ainsi, alors que, selon les Lois pénales, seuls les anglicans protestants étaient autorisés à porter des armes, les Volontaires admirent des presbytériens et des catholiques dans leurs rangs. De plus, leurs officiers étaient élus par les simples soldats. En 1779, les Volontaires manifestèrent à Dublin en faveur du libre-échange entre l'Angleterre et l'Irlande. Auparavant, selon les Actes de Navigation, les marchandises venant d'Irlande étaient soumises aux taxes douanières à leur entrée en Angleterre, alors que les marchandises venant d'Angleterre pouvaient entrer librement en Irlande. Les Volontaires défilèrent en armes aux cris de « Libre-échange ou révolution immédiate ». Même s'ils n'auraient probablement pas utilisé la force, leurs exigences furent rapidement acceptées par le gouvernement britannique.
La convention de Dungannon réunit le 15 février 1782 des délégués des Volontaires irlandais exigeant l'autonomie législative du Parlement irlandais. Après l'agitation entretenue par les Volontaires, et l'action d'un groupe parlementaire conduit par Henry Grattan, une plus grande autonomie et des pouvoirs plus étendus furent accordés au Parlement d'Irlande. Les radicaux appelèrent ces concessions la Constitution irlandaise de 1782.
Les Volontaires perdirent un peu de leur influence à la fin de la guerre en Amérique en 1783. Toutefois, après 1789, quelques unités de Volontaires montraient leur sympathie envers la Révolution française en défilant le 14 juillet pour commémorer la prise de la Bastille. Les Volontaires furent déclarés hors-la-loi en 1793, après que la Grande-Bretagne eut déclaré la guerre à la France révolutionnaire. Plus tard, quelques Volontaires adhérèrent au mouvement bien plus radical des Irlandais Unis, qui prônaient une République irlandaise indépendante, et qui déclenchèrent la Rébellion irlandaise de 1798. Cependant, d'autres Volontaires, certains venant des classes dirigeantes, se tournèrent vers le loyalisme d'Ulster, et beaucoup servirent dans l'armée britannique régulière.

## Héritage
Les Volontaires créèrent un précédent, en employant la menace d'une force armée pour obtenir une réforme. En 1913, Eoin MacNeill, en réponse à la formation des  Ulster Volunteers, fonda une organisation de même nom, les Irish Volunteers, dans l'intention d'assurer le vote du Home Rule Bill. De la même manière, ils furent dissous à la fin de la Première Guerre mondiale, durant laquelle les plus modérés s'engagèrent dans l'armée britannique, tandis que les plus radicaux formèrent ce qui allait devenir l'Armée républicaine irlandaise.

### Source
- (en) Cet article est partiellement ou en totalité issu de l’article de Wikipédia en anglais intitulé « Irish Volunteers (18th century) » (voir la liste des auteurs), édition du 11 juillet 2008.